# Канефора

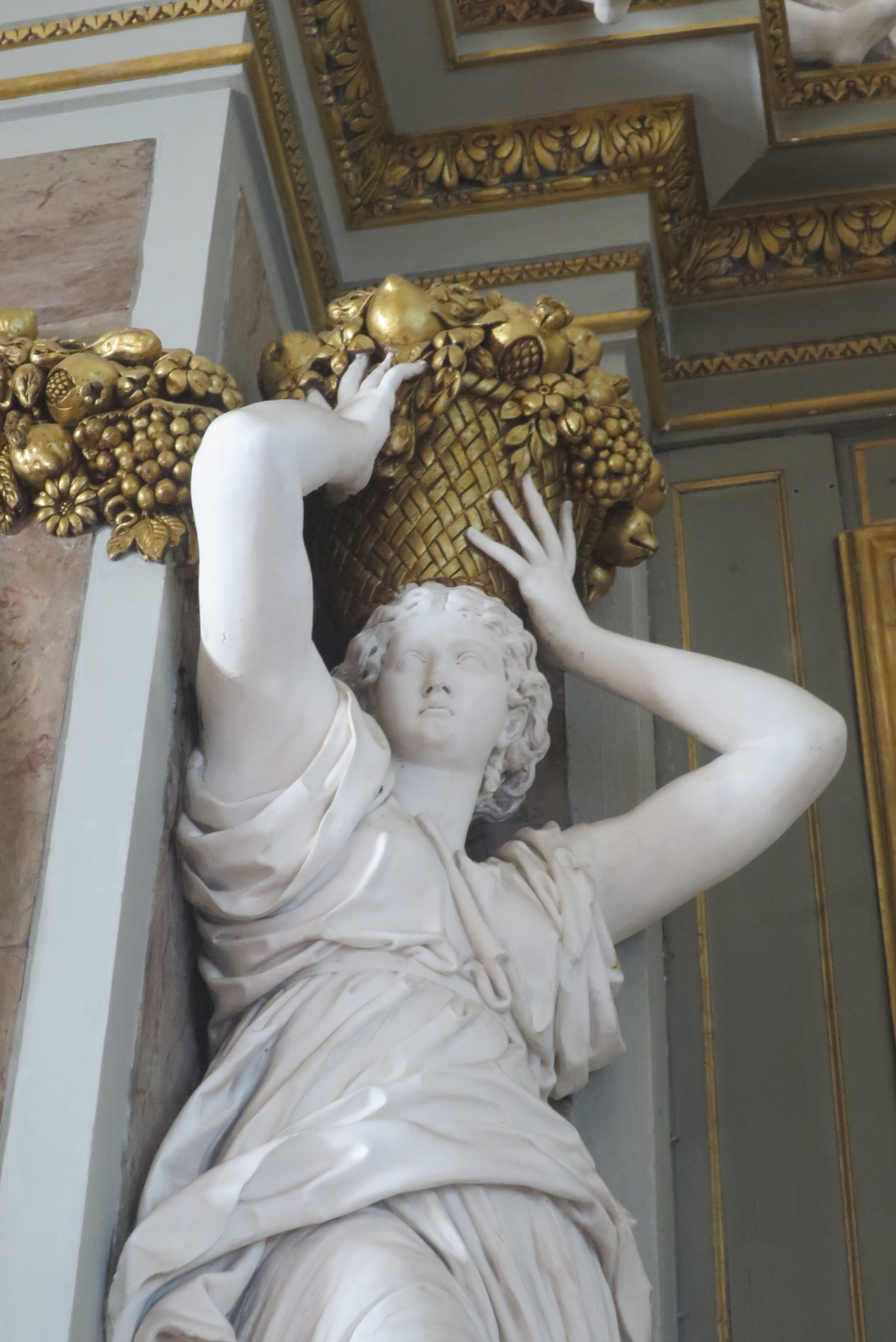
Канефора з великої зали замку Мезон-Лаффітт

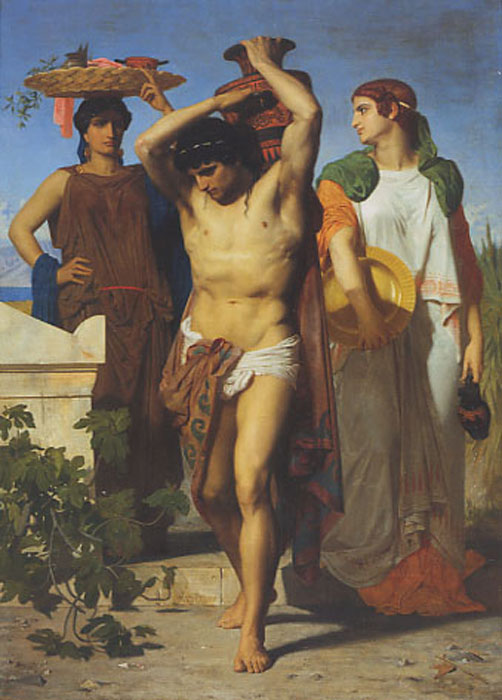
Канефора. 1852 р. Вільям Бугро

Канефо́ра (дав.-гр. κανηφόροι — «ті, що несуть священні кошики») — учасниця урочистої процесії в Стародавній Греції, яка несла на голові кошик з жертвопринесенням і священним начинням, що вживалося при жертвопринесенні. До цієї почесної службі допускалися тільки неодружені дівчата аристократичного походження з бездоганною репутацією.
На Діонісії дівчата-канефори носили в кошиках фрукти, присвячені Діонісу. Також канефори брали участь у святах Панафінеї та Каніфорії.
В архітектурі й мистецтві канефори, на відміну від каріатид, завжди зображуються з кошиком .